# Szymon Rajca
Szymon Rajca (ur. 18 lipca 1875 w Warszawie, zm. 16 października 1935 we Włocławku) – polski technik kolejowy, działacz społeczny ziemi kujawskiej, poseł na Sejm II Rzeczypospolitej Polskiej (1919–1922).

## Życiorys
Był synem Leona Rajcy i Michaliny Maliszewskiej. Ukończył szkołę techniczną w Warszawie. W roku 1900 poślubił Helenę z domu Białęcką. Mieli pięcioro dzieci: syna (Władysława) i cztery córki (Helenę, Marię, Jadwigę, Halinę).
Pracował jako technik kolejowy we Włocławku, angażując się w lokalne inicjatywy społeczne we współpracy z duchownymi. Prezes koła Związku Zawodowego Kolejarzy we Włocławku. Był kustoszem Muzeum Kujawskiego Polskiego Towarzystwa Krajoznawczego we Włocławku oraz jednym z założycieli Oddziału Kujawskiego PTK/PTTK.
W latach 1919–1922 był posłem na Sejm Ustawodawczy II RP. Należał do Klubu Poselskiego Narodowej Partii Robotniczej. Działał w Komisji Komunikacyjnej.

## Ordery i odznaczenia
- Srebrny Krzyż Zasługi (9 listopada 1931)[1]